# Clethra parallelinervia
Clethra parallelinervia là một loài thực vật có hoa trong họ Clethraceae. Loài này được Gust. mô tả khoa học đầu tiên năm 1992.